# Rwandas damlandslag i fotboll
Rwandas damlandslag i fotboll representerar Rwanda i fotboll på damsidan. Dess förbund är Fédération Rwandaise de Football Association.